# Альфа Летучей Рыбы
Альфа Летучей Рыбы (α Volantis, α Vol) — 
двойная звезда в созвездии Летучей Рыбы. Видимая звёздная величина составляет +4.00, что достаточно для наблюдения невооружённым глазом. На основе измерения годичного параллакса была получена оценка расстояния от Солнца, равная 125 световым годам. По состоянию на 2010 год два компонента звёздной системы были разделены угловым расстоянием 0,0318 угловой секунды при позиционном угле  286,9°. Разность звёздных величин двух компонентов составляет 0,1.  Возможно, является представителем сверхскопления Сириуса.
Главный компонент является Am-звездой, спектральный класс равен kA3hA5mA5 V. Данное обозначение показывает, что звезда обладает слабой линией K ионизованного кальция как у звёзд класса A3, линиями водорода и металлов как у звезды класса A5. По оценкам возраст составляет 427 млн лет. В 1992 году было обнаружено, что излучение звезды обладает инфракрасным избытком, что свидетельствует о наличии околозвёздного диска из пыли. Однако, последующие наблюдения не подтвердили наличие диска.